# Sebastia elegans
Sebastia elegans là một loài bướm đêm thuộc phân họ Arctiinae, họ Erebidae.